# Heteropoda cooki
Heteropoda cooki là một loài nhện trong họ Sparassidae.
Loài này thuộc chi Heteropoda. Heteropoda cooki được Hugh Davies miêu tả năm 1994.